# سيمون بامبيرجر

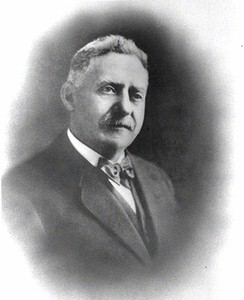
سيمون بامبيرجر

سيمون بامبيرجر وهو سياسي أمريكي يعد أول حاكم على ولاية يوتا ينتمي إلى الحزب الديموقراطي ويعد كذلك أول حاكم على ولاية يوتا من الدين اليهودي ولد سيمون بامبيرجر في 27 شباط / فبراير من سنة 1846 في ألمانيا هاجر بامبيرجر إلى الولايات المتحدة عندما كان يبلغ من العمر 14 عاما في سنة 1881 تزوج سيمون بامبيرجر من ايدا هاس وكان لديه منها أربعة أطفال أصبح سيمون بامبيرجر حاكما على ولاية يوتا الأمريكية في سنة 1917 واستمر في منصبه كحاكم على ولاية يوتا الأمريكية إلى سنة 1921 توفي سيمون بامبيرجر في 6 تشرين الأول / أكتوبر من سنة 1926 في ولاية يوتا الأمريكية.